# (8367) Бокусуй
(8367) Бокусуй (яп. 牧水) — астероид главного пояса, открытый 23 октября 1990 года японским астрономом Цутому Сэки в обсерватории Гейсей. Назван в честь японского танка-поэта Вакаямы Бокусуя.